# Silvano Hrelja
Silvano Hrelja (Hreljani kod Žminja, 14. ožujka 1958.), hrvatski je političar, bivši predsjednik i bivši član Hrvatske stranke umirovljenika. do 22. veljače 2023. godine, kada postaje nezavisnim saborskim zastupnikom.
Rođen je u Hreljanima kod Žminja, 14. ožujka 1958. U Zagrebu je završio srednju elektrotehničku školu - jake struje i Višu tehničku školu za sigurnost pri radu i zaštitu od požara. Radio je u brodogradilištu Uljanik u Puli kao inženjer sigurnosti i u službi zaštite na radu. U Uljaniku se aktivirao u Sindikatu metalaca Hrvatske, te postaje glavni povjerenik sindikata u Uljaniku. 

## Politička karijera
Na parlamentarnim izborima 2003. postaje saborski zastupnik HSU-a, a zatim i potpredsjednik stranke. Na parlamentarnim izborima 2007. uspijeva zadržati mjesto u Saboru, kao jedini zastupnik HSU-a, a HSU postaje dio vladajuće koalicije, na čelu s HDZ-om Ive Sanadera. Na 7. Skupštini HSU-a 14. ožujka 2008. izabran za predsjednika Stranke. Godine 2010., Hrelja sudjeluje u osnivanju Kukuriku koalicije, koja na izborima 2011. osvaja vlast, a Hrelja postaje jedan od 4 saborska zastupnika iz redova HSU-a. Prestao je biti članom Hrvatske stranke umirovljenika (HSU) 22. veljače 2023.godine, ostavši kao nezavisni zastupnik u Saboru.
Tijekom svog rada u Saboru bio je na dužnostima:

- Član Odbora za rad, socijalnu politiku i zdravstvo
- Član Odbora za međuparlamentarnu suradnju
- Član Izvršnog odbora Nacionalne grupe Hrvatskoga sabora pri Interparlamenarnoj uniji
- Predsjednik Odbora za rad, mirovinski sustav i socijalno partnerstvo (od 18.01.2012.)
- Član Nacionalnog vijeća za vode
- Član Odbora za izbor, imenovanja i upravne poslove (od 22.12.2011. do 20.01.2012.)
- Član Odbora za regionalni razvoj i fondove Europske unije (od 18.01.2012. do 07.02.2014.)
- Član Odbora za turizam (od 18.01.2012. do 20.01.2012.)